# Manchester-by-the-Sea (Massachusetts)
Manchester-by-the-Sea (ou simplesmente Manchester) é uma cidade localizada no Cabo Ann, em Essex, Massachusetts, nos Estados Unidos. A cidade é conhecida por praias cênicas e mirantes. No censo de 2010, a população da cidade era 5.136.

## História
Manchester foi povoado primeiramente por europeus em 1629 e foi incorporado aos Estados Unidos oficialmente em 1645. A comunidade prosperou principalmente como uma comunidade de pesca por mais de 200 anos. Sua economia mudou para a de uma colônia de verão da área de Boston a partir de 1845, quando Richard Dana, um poeta de Boston, construiu uma casa na cidade. Durante os próximos cinqüenta anos, o desenvolvimento de casas de verão ao longo da costa estabeleceu a comunidade como a comunidade da sociedade de Boston de escolha para a residência de verão. A tendência continuou com os projetos de outros arquitetos notáveis, como "Sunny Waters", projetado por John Hubbard Sturgis para seu irmão mais velho, Russell, em 1862.
A mais famosa dessas "casas de veraneio" foi Kragsyde, construída em Smith's Point em 1883 e demolida em 1929. Comissionada por George Nixon Black, a residência projetada Peabody and Stearns foi aclamada como o zênite do estilo Shingle, subestilo do  estilo Rainha Anne de arquitetura.

## Nome
Para evitar a confusão com a cidade próxima e muito maior de Manchester (Nova Hampshire) o nome da cidade foi mudado oficialmente em 1989 após uma votação popular. A mudança de nome foi conduzida por Edward Corley, um residente de longa data de Manchester. Todos os documentos da cidade (e o selo da cidade) usam agora o nome "Manchester-by-the-Sea", assim como a maioria das listas públicas e privadas de cidades de Massachusetts, Estado governamental.